# Батівська селищна рада
Ба́тівська се́лищна ра́да — адміністративно-територіальна одиниця та орган місцевого самоврядування в Берегівському районі Закарпатської області. Адміністративний центр — селище міського типу Батьово.

## Загальні відомості
- Територія ради: 5 км²
- Населення ради: 3 046 осіб (станом на 1 січня 2011 року)

## Населені пункти
Селищній раді підпорядковані населені пункти:
- смт Батьово

## Склад ради
Рада складається з 20 депутатів та голови.
- Голова ради: Желізняк Наталія Михайлівна
- Секретар ради: Баратей Моніка Бейлівна

### Керівний склад попередніх скликань
| Прізвище, ім'я, по батькові | Основні відомості                                                | Дата обрання | Дата звільнення |
| --------------------------- | ---------------------------------------------------------------- | ------------ | --------------- |
| Берегсасі Ференц Калманович | Селищний голова, 1942 року народження, безпартійний              | 26.03.2006   | 31.10.2010      |
| Желізняк Наталія Михайлівна | Селищний голова, 1957 року народження, освіта вища, позапартійна | 31.10.2010   | 13.11.2015      |

Примітка: таблиця складена за даними сайту Верховної Ради України

### Депутати
За результатами місцевих виборів 2010 року депутатами ради стали:

#### За суб'єктами висування
| Суб'єкт висування           | Кількість обраних депутатів | %  |
| --------------------------- | --------------------------- | -- |
| Самовисування               | 16                          | 80 |
| Партія «Відродження»        | 3                           | 15 |
| Комуністична партія України | 1                           | 5  |

#### За округами
| № округу                    | Прізвище, ім'я, по батькові         | Дата визнання обраним | Освіта             | Партійна приналежність                    | Відомості про обраного депутата                                              |
| --------------------------- | ----------------------------------- | --------------------- | ------------------ | ----------------------------------------- | ---------------------------------------------------------------------------- |
| Комуністична партія України |                                     |                       |                    |                                           |                                                                              |
| 12                          | Сегеді Федір Золтанович             | 02.11.2010            | середня спеціальна | член Партії «ВІДРОДЖЕННЯ»                 | УДСЗ, ст.електромеханік                                                      |
| Партія «ВІДРОДЖЕННЯ»        |                                     |                       |                    |                                           |                                                                              |
| 15                          | Белько Анатолій Мінович             | 02.11.2010            | вища               | член Партії «ВІДРОДЖЕННЯ»                 | УДСЗ, нач. мех                                                               |
| 18                          | Боюс Єлізавета-Жужанна Бертолонівна | 02.11.2010            | вища               | член Партії «ВІДРОДЖЕННЯ»                 | ДС «Батьово», провідний інженер з охорони праці                              |
| 20                          | Цимбалюк Ольга Сидорівна            | 02.11.2010            | середня спеціальна | член Партії «ВІДРОДЖЕННЯ»                 | ДС «Батьово», чергова по станції                                             |
| Самовисування               |                                     |                       |                    |                                           |                                                                              |
| 1                           | Бобуський Володимир Васильович      | 02.11.2010            | вища               | позапартійний                             | амбулаторія загальної практики — сімейної медицини смт Батьово, стоматолог   |
| 2                           | Вакарова Валерія Золтанівна         | 02.11.2010            | вища               | позапартійна                              | тимчасово не працює                                                          |
| 3                           | Баратей Діана Степанівна            | 02.11.2010            | середня спеціальна | позапартійна                              | ДС «Батьово», чергова                                                        |
| 4                           | Гузина Францішка Лойошівна          | 02.11.2010            | середня            | член Демократичної партії угорців України | Батівська селищна рада, начальник військово-облікового столу                 |
| 5                           | Баркасі Карл Карлович               | 02.11.2010            | середня            | позапартійний                             | ЗФ ВАТ «Укртелеком», електромонтер                                           |
| 6                           | Кун Атіла Людвикович                | 02.11.2010            | середня спеціальна | позапартійний                             | пенсіонер                                                                    |
| 7                           | Баратей Моніка Бейлівна             | 02.11.2010            | середня            | член Демократичної партії угорців України | центр поштового зв'язку м. Мукачево, оператор                                |
| 8                           | Туба Золтан Золтанович              | 02.11.2010            | середня спеціальна | позапартійний                             | «Зовніш-транс», контролер                                                    |
| 9                           | Чома Олександр Андрійович           | 02.11.2010            | вища               | позапартійний                             | Батівська загальноосвітня школа I-III ст., директор                          |
| 10                          | Гомонай Катерина Степанівна         | 02.11.2010            | вища               | член Єдиного Центру                       | амбулаторія загальної практики — сімейної медицини «Свобода», головний лікар |
| 11                          | Шітєв Чаба-Юлій Петрович            | 02.11.2010            | вища               | член Демократичної партії угорців України | Ужгородський лінійна санітарно-епідеміологічна станція, дезінфектор          |
| 13                          | Бейреш Вікторія Людвиківна          | 02.11.2010            | середня            | позапартійна                              | ТзОВ"УгодаПріобут", бухгалтер                                                |
| 14                          | Кофель Єва Чабівна                  | 02.11.2010            | середня спеціальна | позапартійна                              | тимчасово не працює                                                          |
| 16                          | Підберецький Владислав Степанович   | 02.11.2010            | середня            | позапартійний                             | тимчасово не працює                                                          |
| 17                          | Сойма Михайло Васильович            | 02.11.2010            | вища               | позапартійний                             | Ужгородський Національний Університет, проректор                             |
| 19                          | Росоха Василь Іванович              | 02.11.2010            | середня            | член Партії регіонів                      | ТзОВ «ТерміналКарпати», бригадир                                             |